# 1191

## Události
- Dundee ve Skotsku se stává královským městem
- Bitva u Arsufu - v rámci třetí křížové výpravy

## Narození
- 8. února – Jaroslav Vsevolodovič, veliký kníže vladimirský († 30. září 1246)
- ? – Petr I. Bretaňský, bretaňský vévoda, autor dvorské poezie († 22. června 1250)

## Úmrtí
- 20. ledna – Fridrich V. Švábský, švábský vévoda, velitel třetí křížové výpravy (* 1167)
- 9. září – Konrád II. Ota, český kníže (* mezi 1136 – 1141)
- březen – Klement III., papež (* 1130)
- ? – Theobald V. z Blois, hrabě z Blois, Chartres a Châteaudunu, účastník třetí křížové výpravy (* 1130)
- ? – Anežka z Loonu, bavorská vévodkyně (* 1150)

## Hlavy států
- České knížectví – Konrád II. Ota » Václav II.
- Svatá říše římská – Jindřich VI. Štaufský
- Papež – Klement III. » Celestýn III.
- Anglické království – Richard I. Lví srdce
- Francouzské království – Filip II. August
- Polské knížectví – Kazimír II. Spravedlivý
- Uherské království – Béla III.
- Sicilské království – Tankred I.
- Kastilské království – Alfonso VIII. Kastilský
- Rakouské vévodství – Leopold V. Babenberský
- Skotské království – Vilém Lev
- Byzantská říše – Izák II. Angelos